# Sidney Paget
Sidney Edward Paget (n. 4 octombrie 1860, Londra - d. 28 ianuarie 1908) a fost un desenator și ilustrator englez de ziare și de cărți, în special pentru revista The Strand Magazine. Paget este bine cunoscut pentru ilustrațiile sale care au însoțit povestirile din seria Sherlock Holmes, creată de Sir Arthur Conan Doyle. Lui i se datorează imaginea publică a personajului Sherlock Holmes și ale altor personaje ale seriei, așa cum sunt doctorul Watson, inspectorul Lestrade, Mycroft Holmes, fratele lui Sherlock, etc.

## Viața

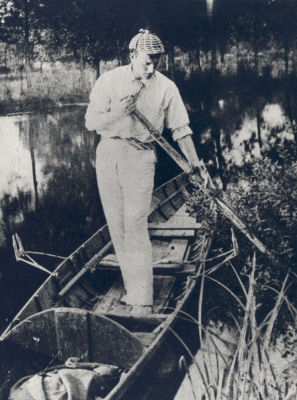
Sidney Paget purtând o şapcă Deerstalker.

Sidney Paget a fost al cincilea din cei nouă copii ai lui Robert Paget, secretar al epitropiei bisericilor Saint James și Saint John din Clerkenwell și al Marthei Paget (născută Clarke), profesoară de muzică. Până s-a căsătorit, Paget a locuit cu familia sa la adresa 19 Lloyd Square, în Clerkenwell. El a studiat la London Middle Class School on Cowper, și a mers apoi la Heatherley School of Fine Art.
În 1881 Paget a fost admis la Școlile Academiei Regale. Aici s-a împrietenit cu Alfred Morris Butler, student la arhitectură, care a devenit model pentru ilustrarea Dr. John Watson de către Paget. Între anii 1879 și 1905, Paget a contribuit cu 18 picturi diverse, inclusiv nouă portrete, la expozițiile Academiei Regale.
Desenele lui Paget au apărut în Strand Magazine, Pictorial World, The Sphere, The Graphic, Illustrated London News și Pall Mall Magazine, iar activitatea sa a devenit binecunoscută în Marea Britanie și în Statele Unite ale Americii. El a ilustrat povestirile polițiste cu Martin Hewitt ale lui Arthur Morrison și pentru cele cu Sherlock Holmes ale lui Arthur Conan Doyle, făcând mult pentru popularizarea ambelor serii.
La 1 iunie 1893, Sidney Paget s-a căsătorit cu Edith Hounsfield (n. 1865), fiica fermierului William Hounsfield. Ei au avut împreună patru fete și doi fii: Leslie Robert (1894); Winifred (1896); Edith Muriel (1897); Evelyn Mereoah (1899); Beryl May (1902) și John L. Paget.
Paget a murit la Margate la 28 ianuarie 1908, după ce suferise de o dureroasă boală a pieptului în ultimii ani de viață. A fost înmormântat în Cimitirul East Finchley.
Cei doi frați, H.M. (Henry Marriott) Paget (1856–1936) și Wal (Walter Stanley) Paget (1863–1935) au fost de asemenea desenatori și ilustratori de succes.

## Ilustrațiile din The Strand

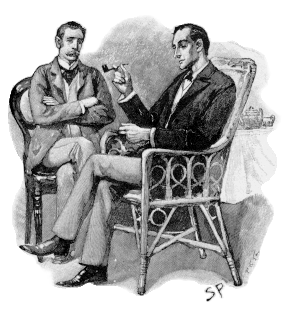
O ilustraţie a lui Paget în care sunt reprezentaţi Sherlock Holmes (dreapta) și Dr. Watson.

În prezent, Sidney Paget este bine-cunoscut în calitate de creator al imaginii populare ale lui Sherlock Holmes din edițiile originale ale povestirilor lui Conan Doyle apărute în revista Strand Magazine. El a fost angajat pentru a ilustra Aventurile lui Sherlock Holmes, o serie de 12 povestiri scurte care au apărut din iulie 1891 până în decembrie 1892, când editorii i-au trimis din greșeală lui scrisoarea în care îl însărcinau pe el să realizeze ilustrațiile în loc să i-o trimită fratelui său mai mic, Walter Paget.
În ciuda ipotezei frecvent acceptate că Paget a realizat aspectul lui Holmes pornind de la trăsăturile fratelui său, Walter Paget, fratele mai mare și prietenul apropiat al lui Sidney Paget, Henry Marriott (H.M.) Paget, a negat acest lucru. Conform Oxford Dictionary of National Biography din 1912, "afirmația că fratele artistului, Walter, sau orice altă persoană, a servit ca model pentru portretul lui Sherlock Holmes este incorectă".
În 1893, Paget a ilustrat Memoriile lui Sherlock Holmes, publicate în The Strand ca episoade adiționale ale Aventurilor. Când Sir Arthur Conan Doyle a reluat seria Sherlock Holmes cu romanul Câinele din Baskerville, apărut în The Strand ca foileton între anii 1901-1902, el a cerut în mod expres ca Paget să fie ilustratorul. Paget a ilustrat apoi o altă serie de povestiri scurte, grupate ulterior sub denumirea Întoarcerea lui Sherlock Holmes, în perioada 1903-1904. În total, el a ilustrat un roman și 37 povestiri scurte cu Sherlock Holmes. Ilustrațiile sale au influențat fiecare interpretare a marelui detectiv în ficțiune, film sau teatru.
The Strand a devenit una dintre cele mai prestigioase reviste de literatură beletristică din  Marea Britanie, povestirile din seria Sherlock Holmes fiind principala sa operă publicată. Pe măsură ce popularitatea lui Holmes creștea, ilustrațiile lui Paget au devenit mai mari și mai elaborate. Începând cu "Ultima problemă" (1893), aproape fiecare povestire cu Holmes din The Strand avea o ilustrație pe o pagină întreagă, precum și altele mai mici intercalate în text. Ilustrațiile au căpătat un ton mai închis când Paget a folosit albul și negrul pentru a reflecta atmosfera lugubră a povestirilor. Obscurul și aspectul sumbru al ilustrațiilor lui Paget a avut o influență probabilă asupra filmelor americane cu detectivi și a filmelor noir. De asemenea, a influențat profund fiecare versiune a unui film după povestirile cu Holmes.
Paget este considerat a fi cel care i-a dat unele trăsături caracteristice lui Holmes: șapca Deerstalker cu cozoroc în față și în spate și pelerina Inverness, detalii care nu au fost niciodată menționate în scrierile lui Arthur Conan Doyle. Șapca și mantaua apar într-o ilustrație pentru "Misterul din Valea Boscombe" în 1891 și reapar în "Stea-de-Argint" în 1892. Ele apar și în câteva ilustrații din Întoarcerea lui Sherlock Holmes. (Pipa curbată a fost adăugată de actorul de teatru William Gillette.)
În total, Sidney Paget a realizat 356 desene publicate pentru seria cu Sherlock Holmes. După moartea sa în 1908, alți ilustratori au încercat să imite stilul lui Paget când l-au desenat pe Sherlock Holmes. Ilustrațiile lui Paget au fost reimprimate în multe antologii holmesiene și au devenit baza de pornire a realizării acestor personaje de ficțiune. Paget a făcut pentru Sherlock Holmes ceea ce a făcut John Tenniel pentru povestirile cu Alice de Lewis Carroll: a definit figura unui personaj de ficțiune realmente mare și original.
Un set complet al revistelor Strand în care apar povestirile ilustrate cu Sherlock Holmes este unul dintre cele mai rare și mai scumpe obiecte de colecție din istoria publicațiilor tipărite. Ilustrația originală de 10.5 x 6.75 țoli (inch) a lui Paget cu tema "Holmes și Moriarty în confruntarea mortală de pe marginea Cascadelor Reichenbach" au fost vândute de Casa de licitații Sotheby la New York la 16 noiembrie 2004 pentru 220.800 dolari americani.